# 中国—马拉维关系
中國—馬拉維關係（英語：China–Malawi relations）是指中國與馬拉維的外交關係。1966年7月，馬拉維與中華民國建交，2007年12月28日馬拉維改與中華人民共和國建交，並在2008年1月14日斷絕與中華民國的外交關係。

## 历史
由於馬拉維首任總統海斯廷斯·卡穆祖·班達是反共主義者，因此出於共同的反共立場，馬拉維在其治下一直與中華民國維持邦交。1971年10月25日，在第26屆聯合國大會上，馬拉維代表也因此對聯合國大會2758號決議投下反對票。冷戰結束後，班達在中間人坦桑尼亞的撮合下，與中華人民共和國建立起經貿關係，但仍然拒絕與中華人民共和國建交。直到2007年，即班達逝世10年後，馬拉維才與中華人民共和國建交，並與中華民國斷交。
中方訪馬的有：中國國家主席代表、外交部部長助理翟雋（2008年1月）；商務部副部長高虎城（2008年5月）；中聯部副部長李進軍（2008年7月）；外交部部長楊潔篪（2009年1月）；全國人大外事委員會主任委員李肇星（2010年5月）；商務部副部長姜增偉（2010年7月）；中共中央候補委員、重慶市委副書記張軒（2010年9月）；全國對外友協陳昊蘇會長（2010年11月）；中聯部部長王家瑞（2011年3月）；外交部外交政策諮詢委員會委員吉佩定（2012年3月）；農業部副部長牛盾（2012年3月）；外交部副部長張明（2014年10月）；全國人大常委會副委員長張平（2015年5月）；外交部部長王毅（2016年1月）；外交部部長助理陳曉東（2017年12月）；中組部副部長吳玉良（2018年9月）。
馬方訪華的有：總統賓古·穆塔里卡（2008年3月，2010年4月來華出席上海世博會開幕式）；國防部長米亞（2009年）；首席大法官蒙羅（2009年）；外交部常秘利烏扎（2009年）；旅遊、野生動物和文化部部長卡奇科（2010年5月）；議長班達（2010年12月）；工業與貿易部部長約翰·班德（2011年10月）；民主進步黨總書記伊力亞斯·卡曼加（2011年10月）；外交與國際合作部部長伊弗雷姆·姆甘達·丘梅（2012年7月來華出席中非合作論壇第五屆部長級會議）；經濟規劃與發展部部長阿圖佩萊·穆盧齊（2012年7月來華出席中非合作論壇第五屆部長級會議）；總統班達（2013年6月來華出席首屆中國—南亞博覽會）；議長姆索沃亞（2015年8月率跨黨派聯合考察團訪華）；總統彼得·穆塔里卡（2015年9月來華出席第九屆夏季達沃斯論壇，2018年9月來華出席中非合作論壇北京峰會）；總統夫人、非洲第一夫人抗擊艾滋病聯合會副主席格特魯德（2016年10月底11月初、2019年12月）；馬議會國際關係委員會主席梅傑（2019年1月率團訪華）；總統特使、財政部部長姆瓦納姆韋卡（2019年9月）；農業部長卡瓦萊（2023年3月）。
2023年6月28日，中國國家副主席韓正在湖南長沙會見來華出席第三屆中非經貿博覽會的馬拉維總統查克維拉，表示願同馬方持續鞏固政治互信，不斷深化務實合作，並歡迎馬方企業積極利用中非經貿博覽會等平台深化兩國經貿合作。次日下午，查克維拉總統出席馬拉維駐長沙總領事館開館儀式，並親自為總領事館揭牌。2024年9月3日，两国建立战略伙伴关系。
两国未建交期间，中国对马拉维事务曾由驻津巴布韦大使馆兼辖。

## 經貿關係
2022年中國與馬拉維貿易額為2.94億美元，與過去同期相比增長1.6%，其中中國出口2.81億美元，同比增長0.7%；進口1,200萬美元，同比增長26.9%。中國主要出口紡織品、服裝、機電產品和家具等，主要進口棉花、煙草、茶葉等農產品。

## 爭議

### 建交成果不如預期
據台灣《自由時報》報道，在2009年2月，馬拉維總統莫泰加承認馬拉維與中華人民共和國建交後獲利未如預期，甚至比不上過去與中華民國有邦交時所獲得的幫助，馬拉威當初與中華民國斷交並與中華人民共和國國建交是錯誤的決定，自責「無法向馬拉維人民交代」。

### 種族歧視風波
2020年，一個名為「黑人笑話社」的微博帳戶上載了一段影片，片中一群黑人孩子對鏡頭喊出「我是黑鬼，智商低，耶」。BBC《非洲之眼》調查記者看到了這條影片後，找到影片的拍攝地點位於馬拉維，拍攝該影片的是名為盧克的中國人。報道發出後中國駐馬拉維大使館就報道內容發表推文，稱中方強烈譴責任何形式的種族主義。大使館又強調，影片是在2020年所拍攝，中國在過去數年已經打擊了這類非法網絡活動，並達到具體成果。 卢克随后被赞比亚奇帕塔当局以种族歧视、剥削儿童的罪名逮捕，等待移交至马拉维。2023年7月20日，卢克因种族主义和剥削儿童罪在马拉维获刑12个月，但因他已经服完刑期，因此被马拉维司法机关勒令驱逐出境。